# Nach
Ignacio Fornés Olmo (Albacete, Castella - la Manxa, 1 d'octubre de 1974), inicialment conegut com a Nach Scratch i actualment conegut com a Nach, és un MC valencià. És un dels cantants de rap més veterans i populars de l'escena espanyola.
Nascut a Albacete tot i que va créixer a Alacant, es va llicenciar en sociologia a la Universitat d'Alacant.
L'ACB el va escollir per escriure i protagonitzar l'himne per la copa del Rei de la temporada 2004-2005 de bàsquet ACB. El tema fou anomenat Juega. El 2008 va passar a formar part de les files de la discogràfica multinacional Universal i va treure el disc Un Día En Suburbia el 27 de maig.
El 12 d'abril de 2011 va sortir a la venda l'LP Mejor que el silencio format per 17 temes amb col·laboracions d'artistes com Rapsusklei, Madnass, Ismael Serrano, El Chojin i ZPU, entre d'altres. El 2011 realitza una aparició a la pel·lícula d'Eduardo Chapero-Jackson, Verbo, protagonitzada per Alba García i Miguel Ángel Silvestre. El 5 de desembre de 2011 va treure Mejor Que El Silencio Edición Especial, format per dos CD més un DVD, en què aquest disc inclou a part dels 17 temes de la primera versió del disc, nous temes (El tiempo del miedo, 16, Verbo i Mejor que el silencio- Autorretrato de una trayectoria), i el DVD conté diverses entrevistes, concerts i vídeos de Verbo i Disparos Del Silencio. El 2012 fou nominat als Premis Goya en la categoria de millor cançó original per Verbo.
El desembre de 2008 es va originar una polèmica per la campanya publicitària realitzada pel Ministeri de Sanitat, "Yo pongo condón", en què Nach es va molestar perquè l'anunci tenia moltes similituds amb el seu tema "Efectos vocales". Convocà una roda de premsa per desmentir que l'anunci fos obra seva, ja que amb freqüència rebia trucades, correus electrònics i missatges preguntant si ell era l'autor del tema.

## Curiositats
Va simplificar el seu nom artístic a Nach perquè, segons ha comentat en diverses entrevistes, cada vegada que actuava en concerts veia cartells amb les lletres de la paraula Scratch desordenats i per facilitar les coses als seguidors optar per canviar el nom.
La versió en vinil del primer disc En la brevedad de los días inclou diverses instrumentals de les cançons del LP i a més conté un tema inèdit que Nach interpreta en anglès titulat Deep Impact, aquesta no es va incloure en el format CD però sí en el LP (Vinil) .
El 2011 llança un tema inèdit en homenatge al jugador de bàsquet Pau Gasol.
El 2008, el cantautor Ismael Serrano i Nach van coincidir en el programa televisiu No disparen al pianista, d'aquí va néixer la col·laboració en l'últim LP del raper, Mejor que en silencio en la seva cançó Ellas.
Nach va ser nominat als premis Goya 2012.
La base instrumental de la cançó Mil vidas de l'àlbum Un día en Suburbia està inspirada en la banda sonora original del manganime Tsubasa Chronicle.

## Discografia
- «D.E.P.» (Maqueta) (1994)
- «Trucos» (Maqueta) (1997)
- «En la brevedad de los días» (LP) (Revelde, 1999)
- «Poesía difusa» (LP) (Boa Music, 2003)
- «Juega» (Maxi) (Boa Music, 2004)
- «Ars Magna - Miradas» (LP) (Boa Music, 2005)
- «Un día en Suburbia» (LP) (Universal, 2008)
- «Mejor que el silencio» (LP) (Universal, 2011)
- «Los viajes inmóviles» (LP) (Universal, 2014)
- «A través de mí» (LP) (Universal, 2015)